# بخش چثم، شهرستان رایت، مینه سوتا
بخش چثم (به انگلیسی: Chatham Township) یک منطقهٔ مسکونی در ایالات متحده آمریکا است که در شهرستان رایت، مینه‌سوتا واقع شده‌است.
 بخش چثم ۴۴٫۹ کیلومتر مربع مساحت و ۱٬۱۶۲ نفر جمعیت دارد و ۳۰۲ متر بالاتر از سطح دریا واقع شده‌است.